# Deutsche Digitale Bibliothek
La Deutsche Digitale Bibliothek (en español: Biblioteca Digital Alemana) (DDB) es una biblioteca virtual que conecta a 30 000 instituciones culturales y científicas alemanas y las vuelve accesibles al público a través de una plataforma común. El 28 de noviembre de 2012 se lanzó en línea una versión beta del portal con, según su propia información, aproximadamente 5,6 millones de objetos, la primera versión completa fue lanzada el 31 de marzo de 2014. La DDB se ha integrado en Europeana a nivel europeo.

## Historia
El establecimiento de la DDB se basa en una resolución del gobierno federal de 2 de diciembre de 2009. La estructura debería comenzar con la financiación inicial de cinco millones de euros. con cargo al paquete de estímulo económico II hasta 2011, antes de que la financiación aumentara a un total de 8 millones se han incrementado. Desde 2011, los gobiernos federal y estatal contribuyeron cada uno con la mitad de los costes de hasta 2,6 millones de euros al año.
La estructura técnica de la Biblioteca Digital Alemana fue asignada al Instituto Fraunhofer de Análisis Inteligente y Sistemas de Información (IAIS), que debe llevar a cabo el concepto y la implementación con socios. La IAIS investigó herramientas de búsqueda dentro del programa Theseus. La lista de tareas se definió junto con Virtual Identity AG y la fase de concepción e implementación comenzó en 2011. Desde octubre de 2011 inicialmente hubo un acceso de prueba para instituciones culturales y científicas. El lanzamiento oficial de la versión beta para el público en general tuvo lugar el 28 de noviembre de 2012 como parte de una conferencia de prensa en el Altes Museum de Berlín. Matthias Harbort, jefe de División del Comisionado de Cultura y Medios del Gobierno Federal, habló de una «obra del siglo» en la que todos los ciudadanos deben participar en el futuro. En esta fase de prueba para el «portal de acceso a la cultura y el conocimiento» planificado, la DDB inicialmente ofreció acceso a alrededor de 5,6 millones de registros de datos. Participaron alrededor de 90 instituciones culturales y científicas como museos, archivos y bibliotecas. Se previó que un total de hasta 30.000 instituciones participen en la red.
Cuando se publicó la primera versión completa de la Biblioteca Digital Alemana a finales de marzo de 2014, alrededor de 2.100 instituciones cooperaron con la DDB. En junio de 2015, la DDB y el Consorcio de Bibliotecas, Archivos y Museos (BAM) anunciaron en un comunicado de prensa conjunto que el portal de BAM podría cerrarse y que los datos podrían transferirse a la DDB si se solicitaba. La operación técnica del DDB la lleva a cabo la FIZ Karlsruhe.
El 24 de septiembre de 2014 se convirtió en el Archivportal-D activado, que proporciona acceso específico del sector a los datos de la Biblioteca digital alemana y está diseñado como un sistema de referencia central para los fondos de archivos alemanes.

## Objetivos
En la Biblioteca, se deben ofrecer a todos los ciudadanos copias de libros, obras de arte, partituras, música y películas. La instalación debe: en competencia consciente con Google - ofrecer acceso a bienes culturales gratuitos, por lo que «el poder digital de disposición sobre el ... patrimonio cultural sigue siendo una responsabilidad pública». Además de la disposición, el objetivo es proteger explícitamente los bienes culturales nacionales de catástrofes como el colapso del archivo de la ciudad de Colonia o el incendio de la Biblioteca duquesa Anna Amalia en Weimar.
En las obras ofrecidas por autores, editores y buscadores a través de la DDB (incluida Europeana), los usuarios deben tener la opción de realizar búsquedas y obtención de texto completo a través del proyecto Libreka. Como alternativa a Google Libros, el concepto de la DDB también prevé explícitamente que los proveedores protejan los derechos de autor y los derechos de explotación "a un precio razonable". Los proveedores solo deben recibir derechos exclusivos sin restricciones si "protegen activamente sus derechos frente a Google", por ejemplo, a través de Börsenverein des Deutschen Buchhandels o Verwertungsgesellschaft Wort.
A finales de abril de 2009, instituciones alemanas, austriacas y suizas registraron objetos para la Biblioteca Digital Mundial, un proyecto de la Biblioteca Nacional del Congreso de los EE. UU. y la Unesco, y algunas instituciones ahora participan como socios del proyecto, como la Biblioteca Nacional de Austria, la Biblioteca Estatal de Baviera, la Biblioteca Estatal de Berlín, la Biblioteca de la Universidad de Heidelberg y la Biblioteca Estatal Sajona - Biblioteca Estatal y Universitaria de Dresde.